# Contrato mercantil
Un contrato mercantil o contrato comercial es un negocio jurídico bilateral que tiene naturaleza jurídico-mercantil.
En general, para que un contrato se considere mercantil, debe referirse a actos de comercio, definidos según la legislación aplicable. Un negocio jurídico puede considerarse acto de comercio, según el ordenamiento jurídico de que se trate, en función de la condición de las partes que intervienen en él (si son comerciantes), en función de su objeto (si tiene un objeto que la legislación comercial reputa con ese kcdnmácter), o en función de los dos criterios tomados conjuntamente.
La legislación aplicable a los contratos mercantiles ofrece diferencias con respecto a la legislación civil común, debido a que busca adaptarse a las necesidades del tráfico mercantil, el cual necesita soluciones distintas (normalmente más ágiles y rápidas) que el ámbito civil. 
Los contratos mercantiles se rigen por la legislación comercial general, como la contenida en un Código de Comercio, por las leyes especiales en materia mercantil, y, en todo lo que éstas no previeren, por las reglas generales de los contratos y obligaciones del Derecho civil, tradicionalmente contenido en un código civil.

## Principales contratos mercantiles
- Contrato de sociedad comercial
- Contrato de cuentas en participación
- Contrato de comisión mercantil (y otras formas de mandato comercial)
- Contrato de agencia
- Contrato de depósito mercantil (así como los diversos contratos bancarios)
- Contrato de préstamo mercantil (incluyendo el préstamo con garantía de valores)
- Contrato de compraventa mercantil
- Contrato de permuta mercantil
- Contrato de transporte terrestre (y otros contratos de transporte)
- Contratos del comercio marítimo (contrato de fletamento, contrato a la gruesa y contrato de seguro marítimo)
- Contrato de seguro
- Contrato de suministro
- Contrato de licencia de marca
- Contrato de edición

## Regulación por países

### España
El contrato de compañías o sociedad tiene siempre carácter mercantil, en función de su objeto (la puesta en común de bienes en industria con ánimo de lucro), con independencia del carácter de comerciantes o no de las partes que lo suscriban, mientras que el contrato de préstamo será mercantil si cualquiera de las partes es comerciante y las cosas prestadas se dedican a actos de comercio.
En España, hay algunas notas características que distinguen los contratos mercantiles, celebrados por un empresario, de los contratos civiles. En las transacciones mercantiles suele ser habitual operar a crédito, por ello se presta mayor atención a la seguridad en el tráfico.
Si entre empresarios se trabaja y se paga a través de pagarés, llegada la fecha de vencimiento se devengarán automáticamente intereses de demora. Además, los deudores responden de la deuda frente al acreedor mancomunadamente, en este caso, conforme a las reglas del Código Civil, según su artículo 1137, salvo que haya pacto expreso sobre la solidaridad, o pueda presumirse la solidaridad mediante pacto tácito.